# 横田港
横田港（よこたこう）は、広島県福山市にある港湾。1952年（昭和27年）9月地方港湾指定。港湾管理者は広島県。

## 概要
瀬戸内海に浮かぶ横島の北東部、内海町坊地に位置する。海を隔てた北側が本州沼隈半島で、沼隈と田島は内海大橋で、田島と横島は睦橋で繋がっており、この港湾はいわゆる島嶼部の港ではあるが本州とは陸続きとなっている。
この港湾は、内海町内の漁業従事者用の小型船だまりとして、そして内海・沼隈一帯の物流ターミナル、特に周辺で消費される砂砂利を扱う港として整備が続いている。なお沼隈沿岸部は常石造船を中心とした造船業が盛んなところでもある。ただ物流ターミナルとしては費用対効果は高いとはいえない数字になっている。一方で小型船だまりとしては十分ではなく、内海側から整備の必要性が叫ばれている。
この港湾の南側、横島と田島の海峡は坊地瀬戸と呼ばれ、古くからの港町である。定期フェリーとしては、1913年（大正2年）地元横島有志による合資会社による尾道への定期航路が最初で、以降田島側も絡み閉鎖と様々な運営形態による新設を繰り返したものの、1989年（平成元年）内海大橋完成により完全に廃止された。

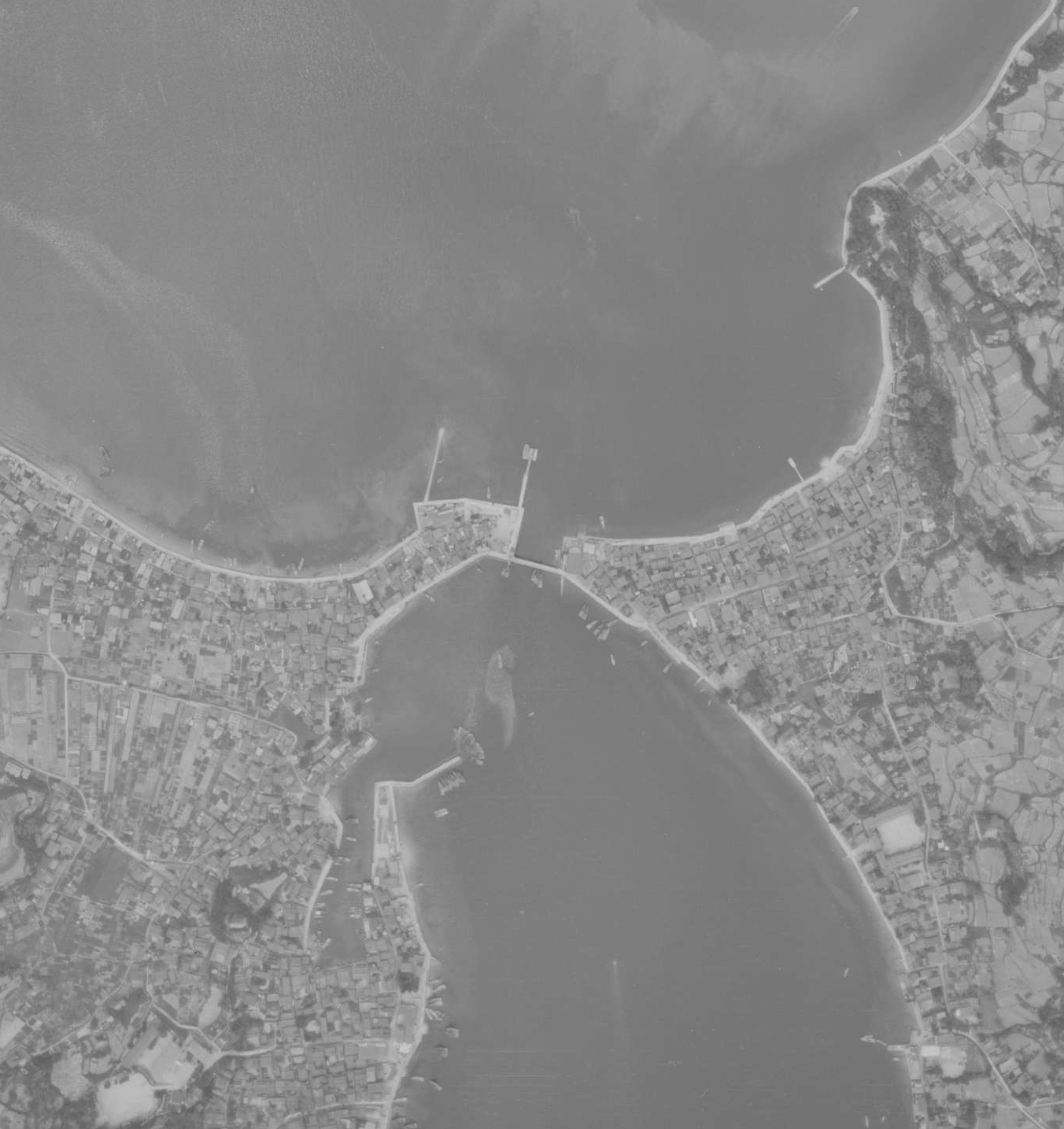
1961年[5]。
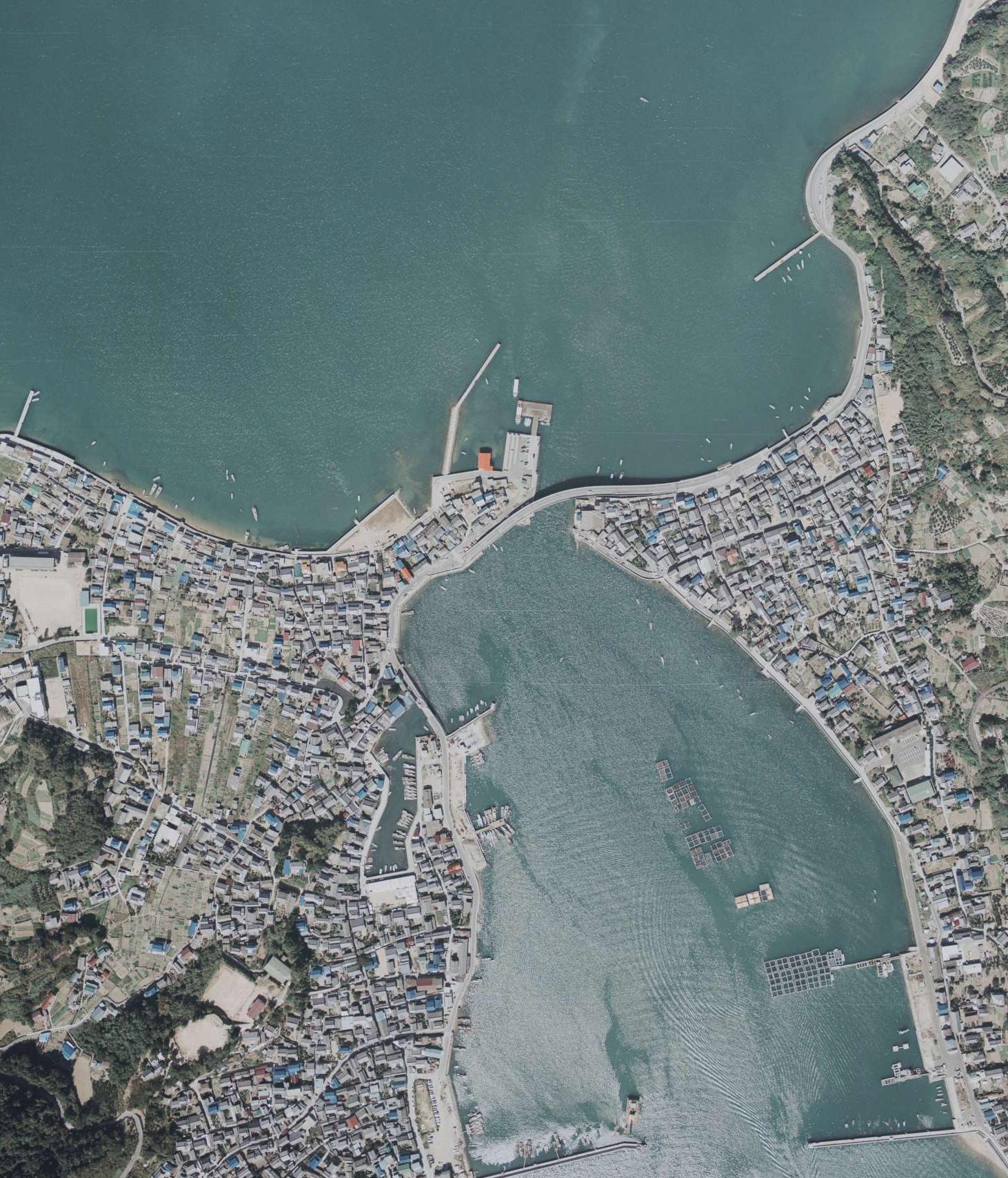
1981年[5]。

## 航路
2015年現在定期フェリー航路は存在していない。